# Chiochiș
Chiochiș je rumunská obec v župě Bistrița-Năsăud. Žije zde přibližně 2 600 obyvatel. Obec se skládá z deseti částí.

## Části obce
- Chiochiș – 330 obyvatel
- Apatiu – 266 obyvatel
- Bozieș – 625 obyvatel
- Buza Cătun – 114 obyvatel
- Chețiu – 294 obyvatel
- Jimbor – 420 obyvatel
- Manic – 210 obyvatel
- Sânnicoară – 96 obyvatel
- Strugureni – 187 obyvatel
- Sânnicoară – 96 obyvatel
- Țentea – 87 obyvatel